# バック・スタッフ
バック・スタッフ（英: backstaff）は、天体の高度角を測るための道具である。別名でデイヴィス四分儀やイギリス式四分儀とも呼ばれる。16世紀の終りごろ、イギリスの航海士だったジョン・デイヴィスによってクロス・スタッフに代わる観測器具として発明された。
器具の一端に30°まで計測できる弧と針穴の空いた視準板が、もう一方には60°まで計測できる弧とスリットのある視準板が付いていて、これらを使って水平線に狙いを定めることができる。
ジョン・ハドリーが1731年に八分儀を発明するまで使われ続けた。